# John Mercado
Mercado  Cuero est un nom espagnol. Le premier nom de famille, en général paternel, est Mercado ; le second, en général maternel, souvent omis, est Cuero.
John Anthony Mercado Cuero, né le 3 juin 2002 à Guayaquil en Équateur, est un footballeur international équatorien qui évolue au poste d'ailier au Sparta Prague.

## Biographie

### Carrière en club
Mercado fait ses débuts professionnels le 2 mars 2022 avec l'Athletico Paranaense, entrant en jeu lors d'une défaite 0-2 contre Palmeiras en Recopa Sudamericana,.
En 2022, il est prêté au Centro Sportivo Alagoano, en deuxième division brésilienne, où il effectue neuf apparitions en une demi-saison. Il rejoint l'UD Vilafranquense, au Portugal, pour la saison 2022-2023, disputant 13 matchs et inscrivant deux buts en deuxième division portugaise.
En juillet 2023, il signe avec l'AVS Futebol SAD à la suite du changement de nom de Vilafranquense. Lors de la saison 2023-2024, il participe à 30 matchs de championnat et marque cinq buts, contribuant à la promotion de l'équipe en Primeira Liga.
Le 10 août 2025, il rejoint officiellement le club tchèque du Sparta Prague.

### En sélection
Mercado représente l'Équateur avec catégories jeunes. Il participe au Championnat sud-américain des moins de 15 ans en 2017 et au Championnat sud-américain des moins de 17 ans en 2019, où l'Équateur termine à la quatrième place. Il est également présent lors de la Coupe du monde des moins de 17 ans en 2019.
Le 6 septembre 2024, il fait ses débuts avec l'équipe d'Équateur lors d'un match de qualification pour la Coupe du monde contre le Brésil, en remplaçant Kevin Rodríguez à la 68e minute. Le Brésil remportera ce match 1-0.

#### Statistiques
| Saison                | Sélection             | Phases finales        | Phases finales | Phases finales | Phases finales | Éliminatoires CDM | Éliminatoires CDM | Éliminatoires CDM | Matchs amicaux | Matchs amicaux | Matchs amicaux | Total | Total | Total |
| Saison                | Sélection             | Compétition           | M              | B              | Pd             | M                 | B                 | Pd                | M              | B              | Pd             | M     | B     | Pd    |
| --------------------- | --------------------- | --------------------- | -------------- | -------------- | -------------- | ----------------- | ----------------- | ----------------- | -------------- | -------------- | -------------- | ----- | ----- | ----- |
| 2024                  | Équateur              | Copa América 2024     | -              | -              | -              | 3                 | 0                 | 0                 | 0              | 0              | 0              | 3     | 0     | 0     |
| 2025                  | Équateur              | -                     | -              | -              | -              | 1                 | 0                 | 0                 | 0              | 0              | 0              | 1     | 0     | 0     |
| Total sur la carrière | Total sur la carrière | Total sur la carrière | -              | -              | -              | 4                 | 0                 | 0                 | 0              | 0              | 0              | 4     | 0     | 0     |